# Dennis Christopher
Dennis Christopher, nascido Dennis Carrelli (Filadélfia, Pensilvânia, 2 de dezembro de 1955) é um ator norte-americano. Ele é mais conhecido por interpretar Dave Stoller, no filme Breaking Away de 1977 e por interpretar Eric Binford, no filme Fade to Black de 1980.

## Filmografia

### Filmes
- 2012 - Django Unchained - Leonide Moguy
- 2010 - Queen of the Lot - Odin Johannessen
- 2006 - Trapped! - Adrien
- 2004 - Nine Lives - Mikey
- 2004 - Mind Rage - Steve
- 2001 - The Ballad of Lucy Whipple - Joshua 'Carrots' Beale
- 1997 - Skeletons - Jim Norton
- 1996 - The Silencers - Comdor
- 1996 - It's My Part - Douglas Reedy
- 1995 - Deadly Invasion - Pruitt Taylor Beauchamp
- 1995 - Aurora: Operation Intercept - Victor Varenkov
- 1994 - Plughead Rewired: Circuit Man II - Leech
- 1993 - Necronomicon - Daly Porkel (part 2)
- 1993 - Curacao - Friedrich (Sem créditos)
- 1993 - Doppelganger: The Evil Within - Doctor Heller
- 1992 - Willing to Kill: The Texas Cheerleader Story - Randy
- 1991 - False Arrest - Wally Roberts
- 1991 - Dead Women in Lingerie - Lapin
- 1990 - Circuitry Man - Leech
- 1990 - IT - Eddie Kaspbrak
- 1989 - A Sinful Life - Nathan Flowers
- 1988 - Christabel - U.S. Airman
- 1988 - Friends - John
- 1986 - Jake Speed - Desmond Floyd
- 1986 - Flight of the Spruce Goose - Stan
- 1985 - Alien Predator - Damon
- 1983 - Didn't You Hear... - Kevin
- 1982 - Don't Cry, It's Only Thunder - Brian Anderson
- 1981 - Chariots of Fire - Charles Paddock
- 1980 - Fade to Black - Eric Binford
- 1979 - The Last Word - Ben Travis
- 1979 - Breaking Away - Dave Stoller
- 1979 - California Dreaming - T.T.
- 1978 - A Wedding - Hughie Brenner
- 1977 - September 30, 1955 - Eugene
- 1977 - 3 Women - Soda Delivery Boy (Sem créditos)
- 1976 - Bernice Bobs Her Hais - Charley
- 1972 - Roma - The Hippie (Sem créditos)
- 1971 - The Young Graduates - Pan
- 1971 - Blood and Lace - Pete